# 钱相街道
钱相街道，是中华人民共和国贵州省黔西南布依族苗族自治州安龙县下辖的一个街道办事处。
2015年1月21日，贵州省人民政府批复同意安龙县乡镇行政区划调整，新设置的钱相街道辖原钱相乡钱相村、乔马村、打凼村、新华村、湾水井村、三道墙村、坡硝村、冗达村、麻油村和原栖凤街道作坊村、法统村、坡云村、沈洪村、红旗村及原普坪镇纳汪村，办事处驻钱相村。

## 行政区划
钱相街道下辖以下地区：
作坊村、法统村、坡云村、纳汪村、红旗村、三道墙村、弯水井村、钱相村、新华村、乔马村、打凼村、坡硝村、冗达村、麻油村和沈洪村。